# 氣候變化對人類健康的影響

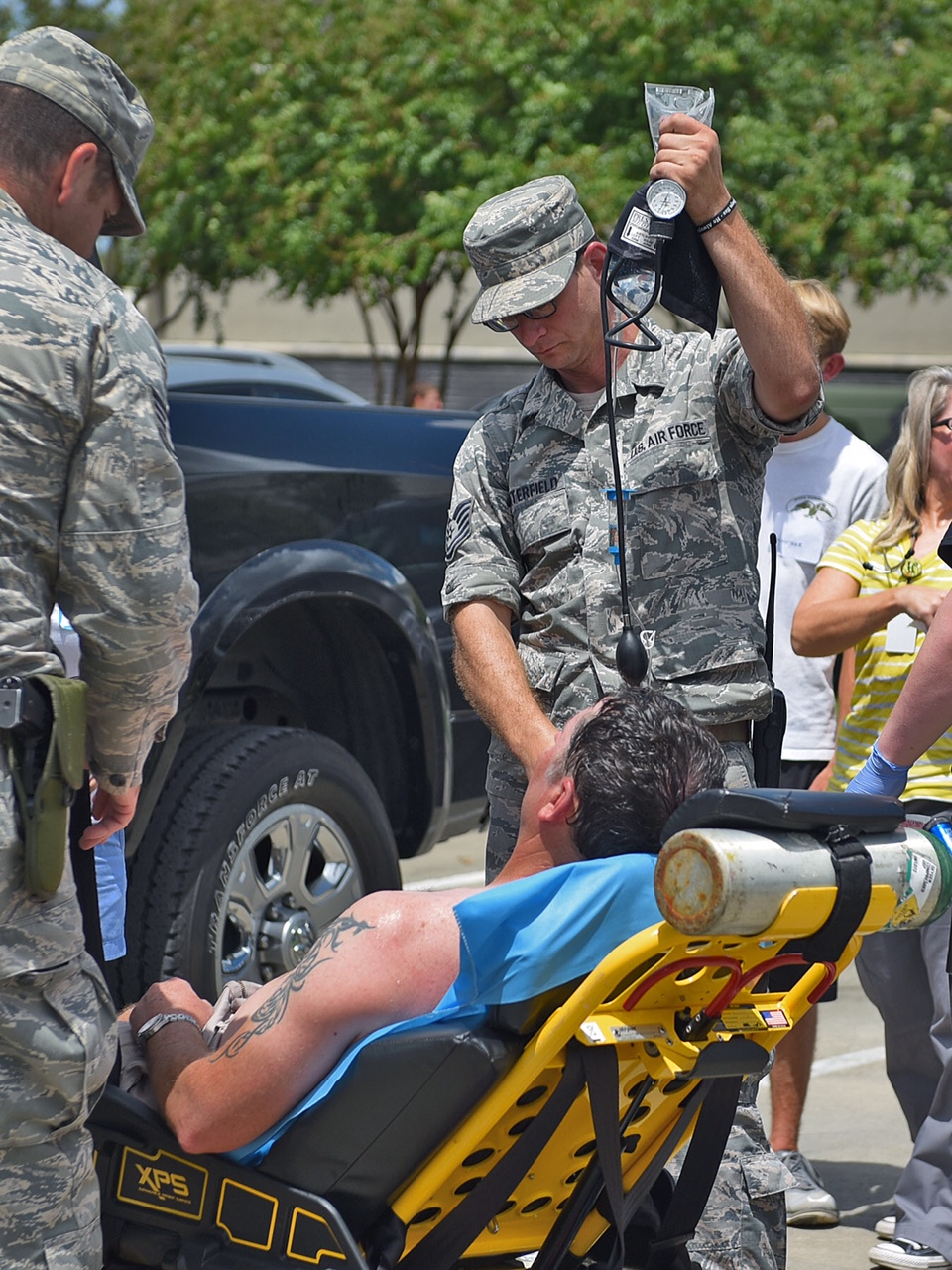
於2016年路易斯安那州洪水期間，救護人員於該州首府巴頓魯治救治受中暑之害的民眾。氣候變化產生頻繁的熱浪，讓民眾面臨更高的中暑風險。

氣候變化對人類健康的影響（英語：Effects of climate change on human health）範圍廣泛，科學家對此已有深入的研究以及量化。這類風險主要有三種，包括：(i) 直接影響（例如因熱浪和極端天氣而造成的災害）、和間接的(ii) 經與氣候相關的生態系統和有關的變化（例如作物產量、蚊蟲生態及海洋生產力）介導的影響，以及（iii）與貧困，人口流離失所和精神健康問題有關，更為擴散的後果。
更具體而言，健康與高溫（全球溫度升高）之間的關係包括以下幾方面：弱勢群體暴露於熱浪、與高溫相關的死亡率、對體能活動和勞動能力以及精神健康的影響。對氣候敏感的各式傳染病（如蚊媒疾病、弧菌病原體引起的疾病、霍亂和一些水媒傳染病）在某些地區會增加。健康也受到極端天氣事件（如洪水、熱帶氣旋（颶風）、乾旱和野火）的嚴重影響。例如野火會產生傷害、疾病和空氣污染。其他影響包括海平面上升而導致的人口遷徙和流離失所、糧食危機和營養不良、飲用水供應不足、海洋和湖泊中發生有害藻華以及臭氧（熱浪期間產生的額外空氣污染物）水平升高。
全世界都感受到氣候變化對健康的影響，其中對弱勢群體的影響尤為嚴重，讓他們的脆弱性更為凸顯，特別是對開發中國家的人而言。:15幼兒最容易受到糧食短缺的影響，而老年人最易受到高溫的影響。
氣候變化對健康的影響已成為國際公共衛生政策界共同關注的問題。知名綜合醫學期刊《刺胳針》早在2009年刊出一篇文章就指出：“氣候變化是21世紀最大的全球健康威脅”。世界衛生組織（WHO）在2015年發佈的聲明中再將此點重申。澳大利亞醫學協會在2019年正式把氣候變化宣布為健康緊急事件。
研究發現，當把有關氣候變化的溝通方式當作是健康問題，而非僅為環境問題，更能引起公眾參與。健康是氣候變化對人類產生影響中的一項，另外還有環境難民、安全和社會影響等方面的問題。

## 背景

### 氣候變化的影響
本節摘自氣候變化的影響。
氣候變化會影響生態環境、生態系統和人類社會。氣候系統的變化包括整體性的變暖趨勢、更多極端天氣事件和海平面上升。這些又反過來會影響到自然環境和野生動物，以及人類居住區和社會。人為造成的氣候變化，其影響既廣又深，在不採取重大氣候行動的情況下更是如此。氣候變化造成的預測和觀察到的負面影響有時被稱為氣候危機。
地球上的氣候變化並非均勻分佈。特別是大多數的陸地比大多數的海洋變暖得更快，而北極又比其他大多數地區變暖更快。氣候變化對海洋的影響包括海洋溫度升高、海洋變暖導致冰蓋融化，海平面因而上升、海洋分層加劇以及洋流變化(包括大西洋經向翻轉環流減弱。:10大氣中的二氧化碳也在酸化海洋。
最近的全球變暖已嚴重影響到自然生物系統。影響透過升高溫度、乾燥土壤和增加野火風險而導致土地退化。:9世界的物種正在向極地遷移，以進入更寒冷的地區。在陸地上，許多物種遷移到地勢較高處，而海洋物種則進入更深處以尋找更冷的水域。當地球升溫達2°C（3.6°F）時，大約有10%的陸上物種將會變成極危物種。:259

### 氣候變化脆弱性
一篇於2021年發表在《刺胳針》上的文章指出，氣候變化對各種人口健康的影響並不相同。最重大的影響往往落在最弱勢群體身上，例如窮人、婦女、兒童、老人、已有健康問題的人、其他少數族群和戶外工作者。:13
人們的健康模式有某些可預測因素，這些因素可決定不同個人的社會脆弱性。所談的因素可歸類為“人口的、社會經濟的、住房的、健康的（如既有健康狀況）、鄰里的和地理因素的”。

## 影響健康的途徑

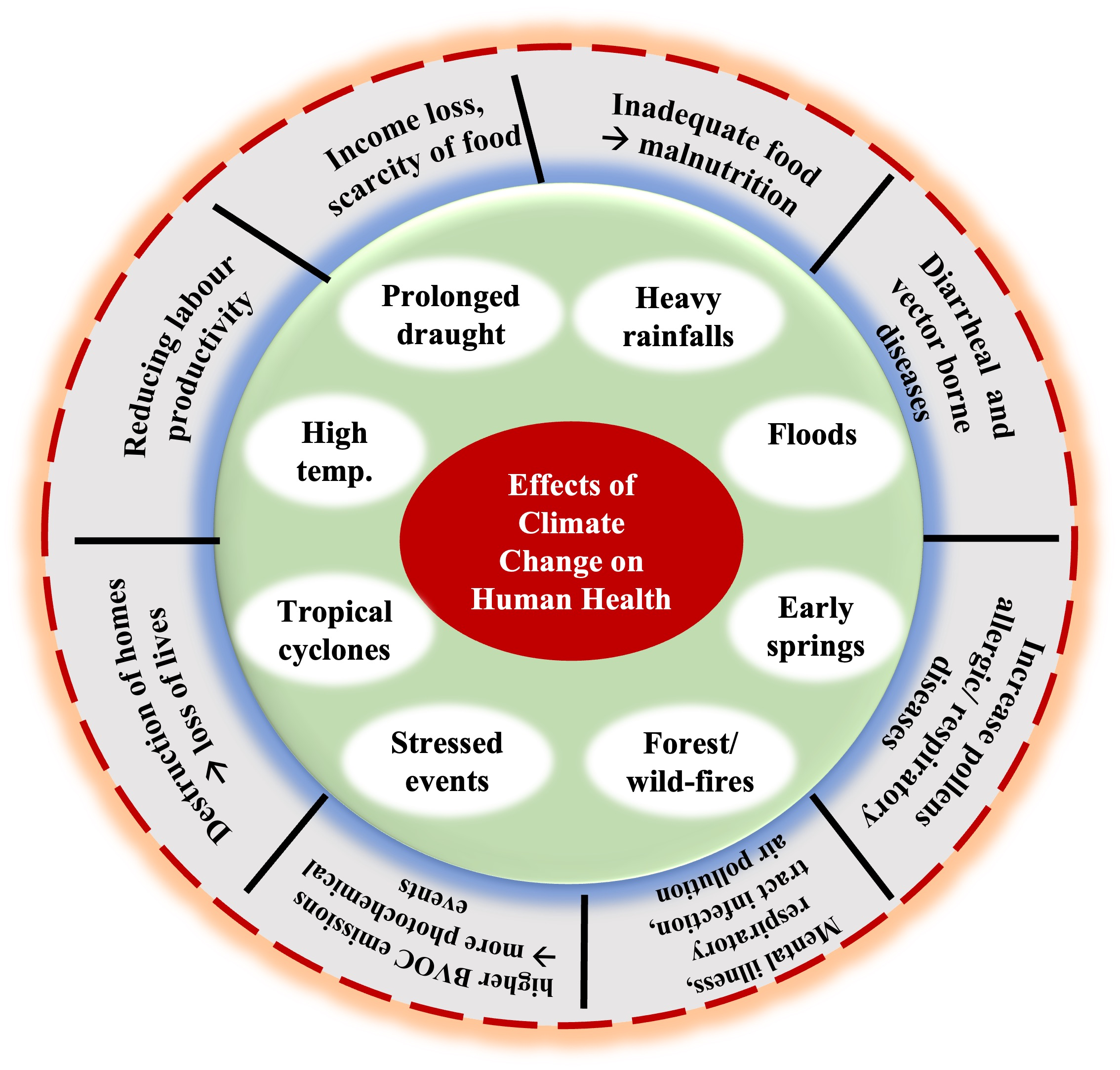
圖示，說明各種氣候變化因素產生的人類健康影響。

氣候變化經三個主要途徑（機制或風險）與健康結果發生關聯：:Figure 2
- 直接機制：極端天氣導致風暴、洪水、乾旱和熱浪增加（野火也歸入此類）[4]
- 間接機制：透過生物圈的變化而產生（例如，疾病負擔和疾病媒介的散佈，還有食物供應、水質、空氣污染、土地利用和生態等變化））
- 人類社會動態（年齡和性別、健康狀況、社會經濟地位、社會資本、公共衛生基礎設施、人口流動和衝突）

這些健康風險“因有社會和地理的維度，在世界各地分佈不均，並受到社會和經濟發展、技術和醫療保健服務提供的影響”。

## 健康影響概述

### 一般影響
氣候變化對健康和福祉造成的直接、間接和社會動態影響，會產生以下的結果：心血管疾病、呼吸系統疾病、傳染病、營養不良、精神疾患、過敏、創傷和中毒。:Figure 2
由於氣候引發的災害（如洪水等）會導致醫療系統崩潰，醫療保健的提供也受到影響。因此建立具有氣候韌性的醫療系統是當務之急。 :15

### 精神健康影響

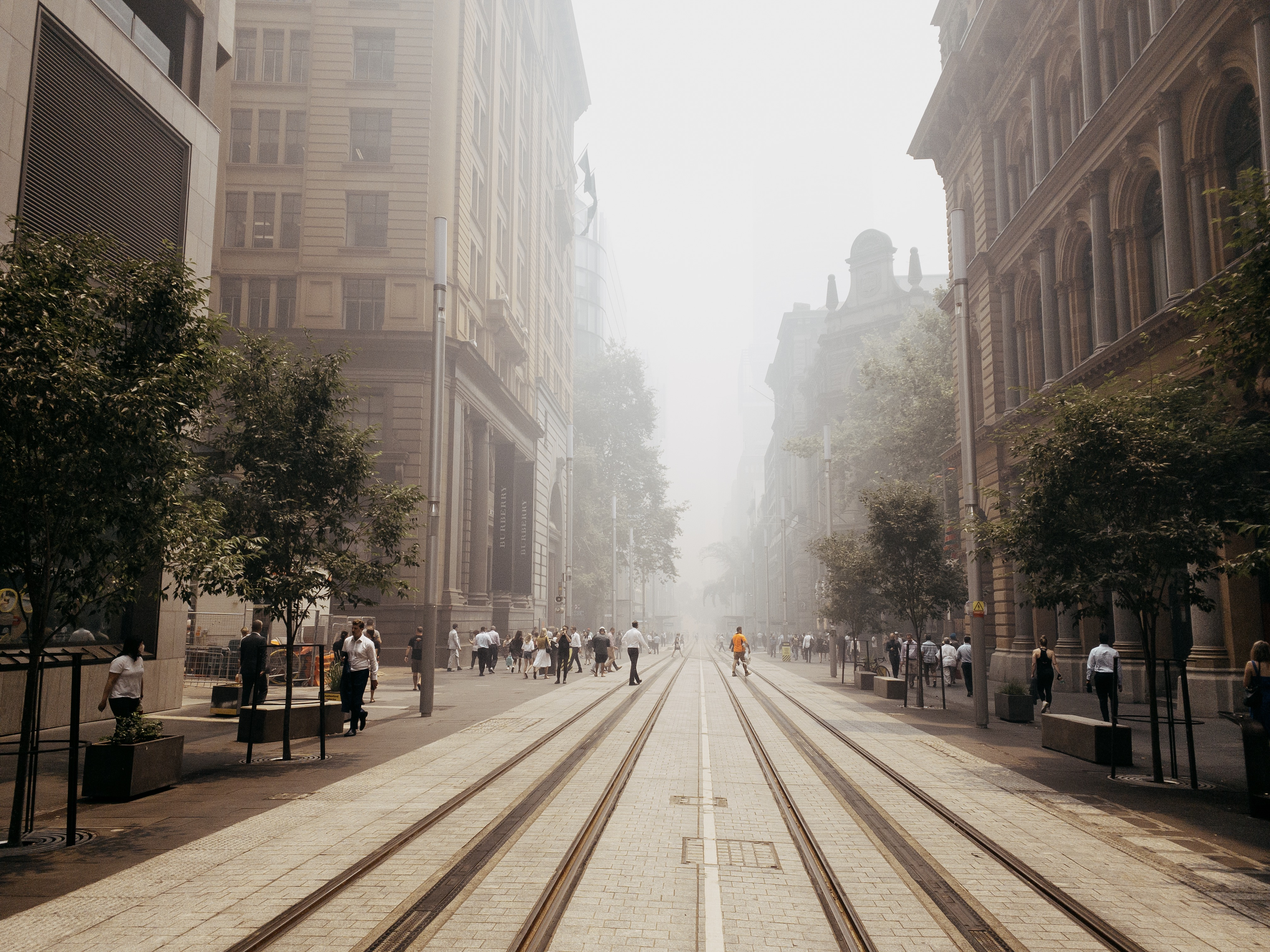
2019-20澳大利亞叢林大火季節期間所產生的濃煙在大城雪梨內瀰漫，而直接對某些人產生精神健康的影響（攝於2019年）。

本節摘自氣候變化對精神健康的影響。
氣候變化對精神健康和福祉會造成相當負面的影響，特別是對於弱勢群體和那些已罹患嚴重精神疾患者。這類影響可經三種主要途徑發生：直接、間接或通過知覺感受。直接途徑有因暴露於極端天氣而引起壓力相關的反應，例如創傷後壓力症候群 (PTSD)。科學研究已將精神健康結果與幾種與氣候相關的暴露 - 高溫、濕度、降水、乾旱、野火和洪水 - 作聯繫。間接途徑是經破壞經濟和社會的活動，例如當農地生產糧食的能力轉弱時。第三條途徑是僅感受到氣候變化的威脅，但尚未受到影響的人。
多項研究已針對弱勢群體和弱勢生命階段，包括已患有精神疾病的人、原住民、兒童和青少年的精神健康指標（如精神病院入院率、死亡率、自殘率和自殺率等）作過衡量。對氣候變化威脅的情緒反應包括生態焦慮、生態悲痛情緒和生態憤怒（eco-anger）。這些情緒雖然導致不快，但通常無害，並可能是對自然界退化的理性反應，而激發調適性行動。
評估氣候變化對精神健康的確切影響有其困難，極端高溫事件增多對精神健康構成明顯風險，可經與心理健康相關的住院率和自殺率增加來顯示。:9

## 高溫造成的影響
全球氣溫升高將發生如下的影響：極端高溫侵襲，弱勢群體暴露於熱浪、體力活動變化、勞動能力變化、高溫和情緒（精神健康）以及與高溫相關的死亡率。
對於1850年到1900年間和2011年到2020年間的兩段時期，根據多個獨立數據來源取得的全球陸地和海面的綜合溫度，顯示已平均升高1.09°C（範圍：0.95至1.20°C）。自1970年代起，這種趨勢比過去至少2,000年中的任何50年區段間的升高速度都要快。

### 高溫對弱勢群體健康的影響
氣候變化讓熱浪發生的頻率和嚴重程度都升高，而增加人們的熱負荷。熱符合讓人體發生高熱、中暑和其他有害影響。熱病影響到許多人體器官和系統，包括：大腦、心臟、腎臟和肝臟等。熱浪還導致慢性腎臟病 (CKD) 流行。長時間熱暴露、體力消耗和脫水就有機會讓CKD發生。 
據估計，人們在熱浪期間死於慢性肺部疾病的風險，比在一般夏季氣溫的情況下要高出1.8-8.2%。高溫引起的身體壓力也會導致體液流失，而破壞肺部血液灌流，加上較高的污染物濃度，會導致支氣管發炎。對於患有中度至重度慢性阻塞性肺疾病 (COPD) 的人而言，室內溫度升高會導致呼吸困難、咳嗽和痰量增加。此外，估計在29°C以上的溫度，每升高1°C，慢性阻塞性肺病患者的住院率就會增加8%。
人體即使在活動水平很低的情況下，仍需要依賴水蒸發冷卻方式以防止過熱。熱浪期間的環境溫度和濕度過高，可能無法達到充分的水蒸發冷卻。濕球溫度持續超過35°C (95°F) 時，會超越人體系統的韌性，而無法充分冷卻皮膚。一項研究的結論是即使是年輕又健康的人，在濕球溫度高於31°C 時，可能也無法將其核心溫度維持在維生的限度之內。
截至2020年，世上只有兩個氣象站記錄到35°C的濕球溫度，而且時間短暫，但隨著氣候持續變化，這類事件的頻率和持續時間預計還會增加。
長者和患有共病症的人，因氣溫上升而面臨顯著升高的健康風險。暴露在極端高溫下“會對65歲以上的長者、城市中的人群以及有健康問題的人，造成嚴重的健康危害”。
預計全球人的睡眠會因全球變暖而受到嚴重影響，尤其是對低收入國家的居民而言。 記錄中，夜間的環境溫度增幅最大。
有認知健康問題（例如抑鬱症、失智症、帕金森氏病）的人在面對高溫時會有更大的風險，並且“需要格外小心”，因為認知能力受到高溫影響會有不同程度的後果。患有糖尿病、體重過重、睡眠不足或患有心血管疾病/腦血管疾病的人應避免過多的熱暴露。

#### 於城市區域

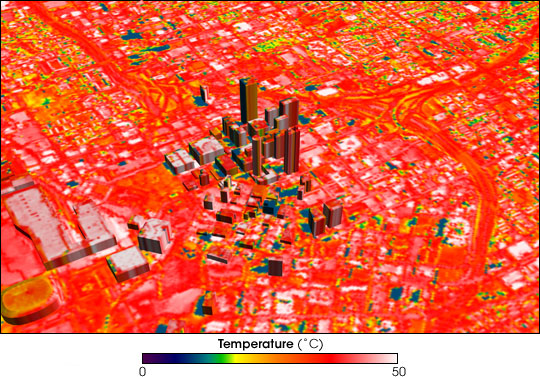
美國喬治亞州首府亞特蘭大，圖中藍色部分是涼爽地區、紅色是溫暖地區，而白色則是高熱地區。

熱浪透過城市熱島效應，對城市地區的影響往往更為明顯。城市通常比周圍農村地區更暖和。:2926這種影響是由許多城市的建造方式所造成。例如當地地面通常鋪有大面積的瀝青、綠地不足，還有許多能吸收和保住溫度的建築，這些建築又會阻擋有冷卻效果的微風及通風作用。:2926缺乏水景是另一個原因。:2926
全球在1983年至2016年間，曝露於濕球溫度高於30°C極端式溫度的城市增加兩倍（受到影響的人口有17億）。如果不把這些城市的人口增長列入考慮，這種增加約為50%。城市地區和其中生活空間通常會比周圍的農村地區溫暖得多，部分原因是因有城市熱島效應的緣故。
城市由於人口密集、城市熱島效應、經常靠近海岸和水道，以及依賴老化的基礎設施網絡，經常會是明顯受到氣候影響的所在。

### 與高溫相關的死亡率
健康專家警告說，“暴露在極端高溫下會增加死於心血管、腦血管和呼吸系統疾病以及全因死亡。65歲以上人群與高溫相關的死亡人數在2019年創下歷史新高，估計有345,000例"。:9
在2003年歐洲熱浪期間，曾發生70,000死亡案例。2015年6月，巴基斯坦喀拉蚩發生溫度高達49°C（120°F）的嚴重熱浪，也導致2,000多人死亡。估計從2020年開始，美國每年有超過1,300人死於極端高溫。
增加室內溫控（空氣調節）會有助於防止與熱相關的死亡率，但目前的空調技術通常會導致溫室氣體排放、空氣污染、電力需求抵達峰值和城市熱島效應，是不具持續性的做法。 :17
如果建築物設計得足以改變室內氣候，或者如一般居民在此方面得到更好的教育而能即時採取行動，就能把熱浪造成的死亡率降低。 

### 勞動能力下降
熱暴露會影響人們的工作能力。:8《刺胳針》雜誌的年度倒計時（Countdown Report）報告將勞動能力的變化作為一項指標而進行調查。發現在2021年期間，高溫使全球潛在勞動時間減少達4,700億小時，比1990年代發生的年均損失高出37%。職業性熱暴露對開發中國家農業部門的勞動者影響尤其大。在這些國家中，絕大部分的工時損失 (87%) 均發生在農業部門。:1625
在極端高溫下工作會導致勞動力生產率和參與度下降，因為員工的健康會因高溫相關的健康問題（例如脫水、疲勞、頭暈和精神錯亂）而降低。:1073–1074

### 戶外體育活動
關於體育活動，已觀察到的是“炎熱天氣降低進行鍛煉的可能性”。:1625此外，在過熱的天氣參加體育活動會導致受傷，甚至是死亡。:1073–1074眾人皆知規律的體力活動對於健康有益，包括心理健康。:1625因此氣候變化導致炎熱天氣增加，會因人們減少參與而間接影響到精神健康。

## 熱浪以外的極端天氣事件

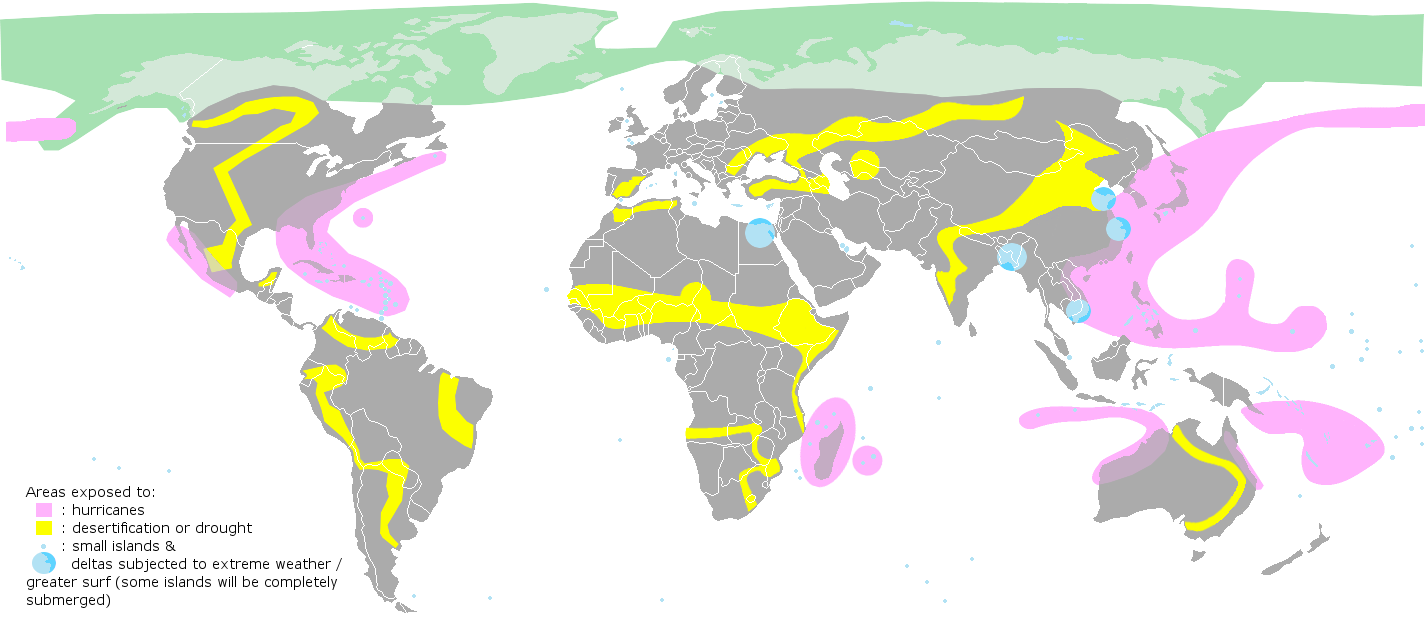
示意圖，顯示全球各地因氣候變化而導致不同的自然災害易發生的區域。

氣候變化已增加一些極端天氣事件的周期性和強度。將極端天氣的歸因於人為產生的，置信度最高的是極端高溫和低溫事件的頻率或是強度的變化，而對於強降水增加和乾旱強度增加的，則給予某些置信度。 
洪水、颶風、乾旱和野火等極端天氣事件會導致人員受傷、死亡和傳染病傳播。例如，當地流行病發生的原因可能是由於醫院和衛生設施服務等基礎設施遭到破壞，也可能是由於當地生態和環境發生變化的結果。

### 洪水
洪水對人們的健康和福祉會同時造成短期和長期的負面影響。短期影響包括死亡、傷害和疾病，而長期影響發生在非傳染性疾病形成和社會心理健康方面。
氣候變暖將加劇降雨事件，而導致有更多洪水發生，且程度會更嚴重。:1156一些地區的洪水會增加，一些地區會減少，取決於幾個因素：例如融雪量、土壤所含水分和降雨量的變化。:1156洪水對人們的健康和福祉同時具有短期和長期的負面影響。短期影響包括死亡、傷害和疾病，而長期影響包括非傳染性疾病和社會心理健康方面。
2022年巴基斯坦洪災即為此類案例中的一項。洪水會經各種直接和間接的方式影響人們的健康，後者包括如瘧疾、登革熱和其他皮膚病等的爆發。

### 熱帶氣旋與雷暴
更強的熱帶氣旋會創造更多讓病媒繁殖和傳染病蔓延的機會。極端天氣會產生強風、把病媒傳播數萬公里以外之處及把新傳染原引入從前未曾有過的地區，讓當地人更易受到感染。 
熱帶氣旋也會讓雨水增加，而導致洪水氾濫，並造成花粉粒破裂，釋放出可被人吸入的空氣過敏原。雷暴導致花粉粒在地面聚集，經滲透壓休克而破裂，導致進入大氣中的致敏源增加。雷暴過後大約20-30分鐘，花粉過敏者會因吸入高濃度的致敏肽，會增大嚴重哮喘發作的風險。

### 乾旱
氣候變化會影響到與乾旱相關的多種因素，例如降雨量和雨水再次蒸發的速度。變暖增加世界大部分地區乾旱的嚴重程度和頻率。:1057許多乾旱造成的後果都會影響人類健康。主要是由於食物供應的破壞（作物減產）、營養不良以及隨之而來的許多相關疾病和健康問題。

### 野火

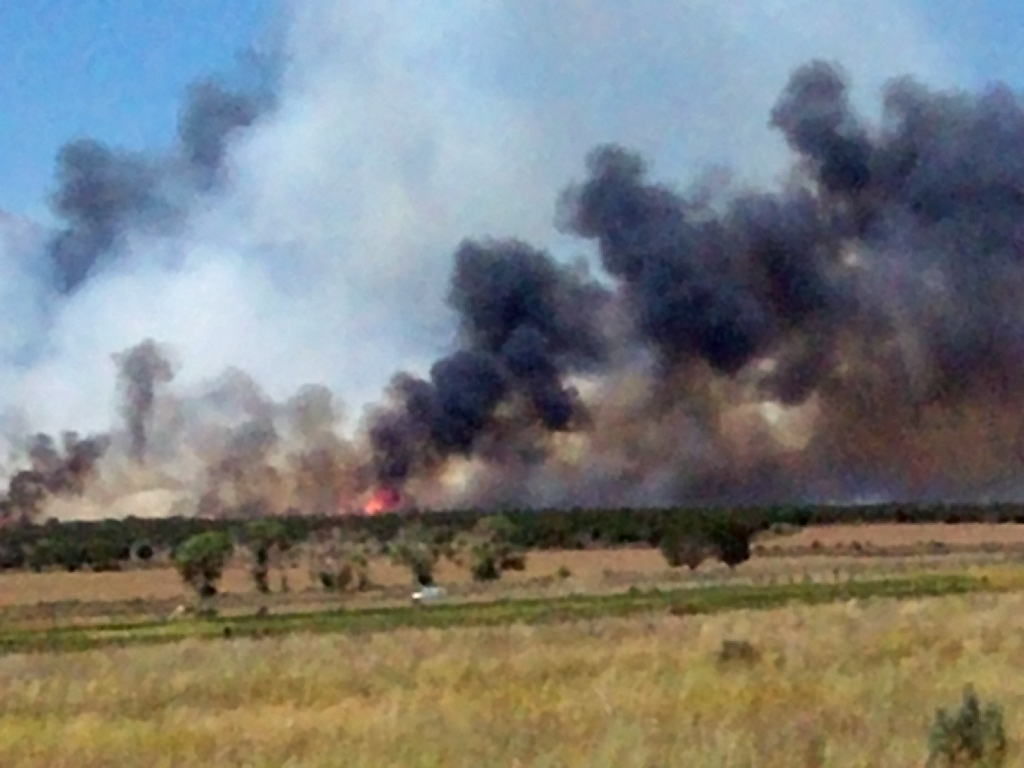
美國猶他州西部沙漠野火所產生的空氣污染，氣候變化導致野火頻仍發生，而且強度越來越大。

氣候變化把野火發生的可能性和活動都升高。氣候變化導致地面溫度升高，其影響包括融雪日期提前、植被比預期乾燥、潛在火災天數增加、夏季乾旱發生率增加以及旱季期間拉長。
溫暖的春季和夏季溫度把構成森林地面材料的可燃性升高。此外，野火會向大氣釋放氣膠、污染空氣、改變雲和降水模式，加劇氣候變化。
野火產生的煙含有破壞人體健康的懸浮微粒。此類污染物主要是一氧化碳和一氧化氮。野火透過燃燒森林和人造基礎設施，產生的煙霧會釋放出其他有毒和致癌化合物（例如甲醛和碳氫化合物）。這些污染物可避開粘膜纖毛清除系統，在上呼吸道沉積後發揮毒性作用，損害人體健康。
野火煙霧對健康的影響包括導致哮喘和慢性阻塞性肺病等呼吸系統疾病的惡化和發展、肺癌、間皮瘤和肺結核的風險提升、氣道高反應過度增加、發炎介質和凝血因子水平變化，以及呼吸道感染。煙霧還會對子宮內胎兒發育產生影響，讓新生兒出生體重偏低。由於野火煙霧通常會四處傳播，因此會影響到許多人群的健康。

## 氣候敏感性傳染病引發的健康風險
對氣候敏感的傳染病可分為：蟲媒疾病（通過蚊蟲、蜱蟲等傳播）、水媒傳染病和食源性疾病。:1107氣候變化會影響前述疾病的分佈，:12例如擴大這些疾病及其媒介的地理分佈以及季節性。
由於氣候變化導致微生物和媒介發生地理範圍的變化，還會導致傳染病進入新的地區。有害微生物可對更高的溫度產生調適作用，讓它們更能耐受人類的體熱防禦功能。

### 蟲媒疾病

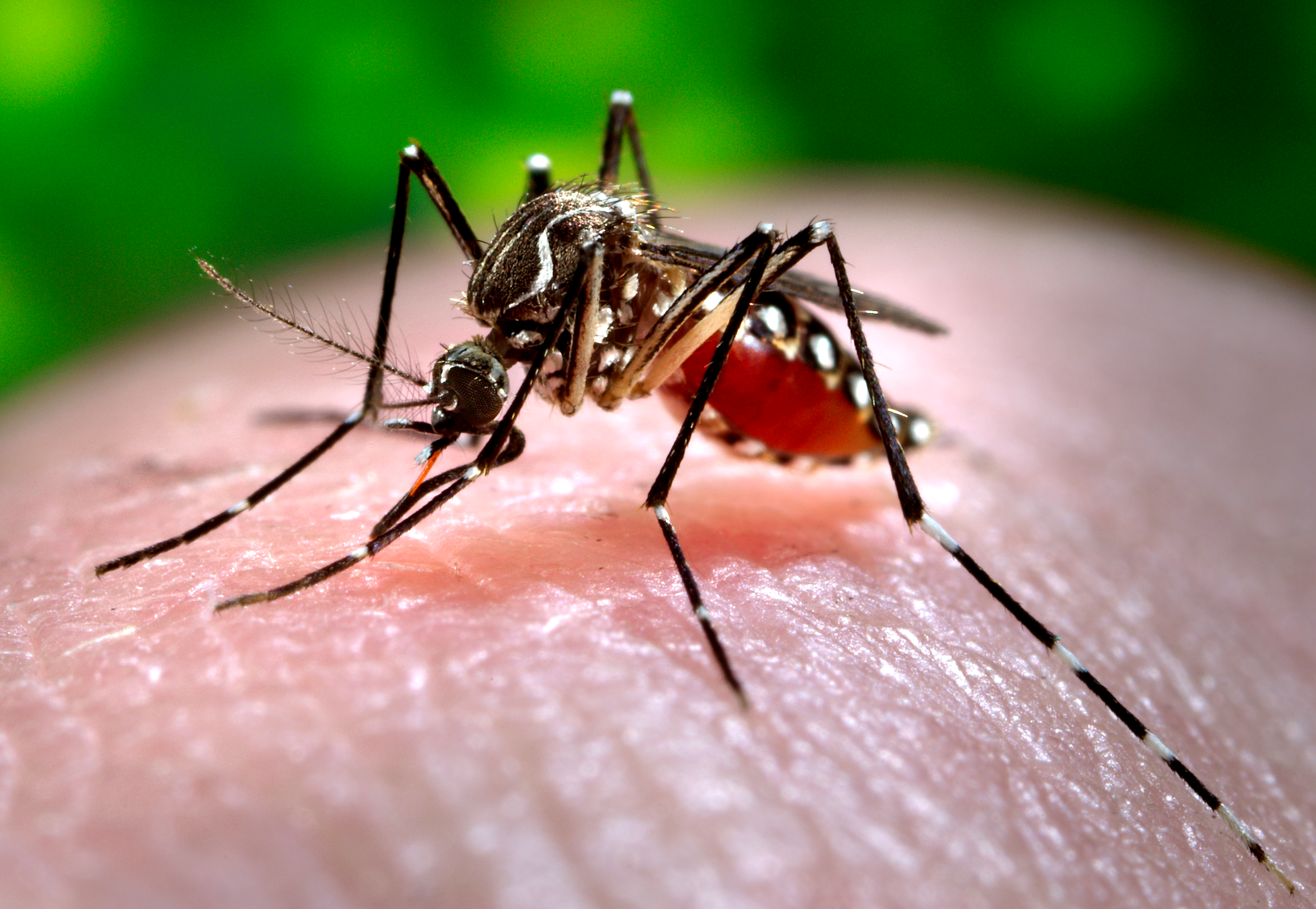
圖中的埃及斑蚊是傳播登革熱的媒介。

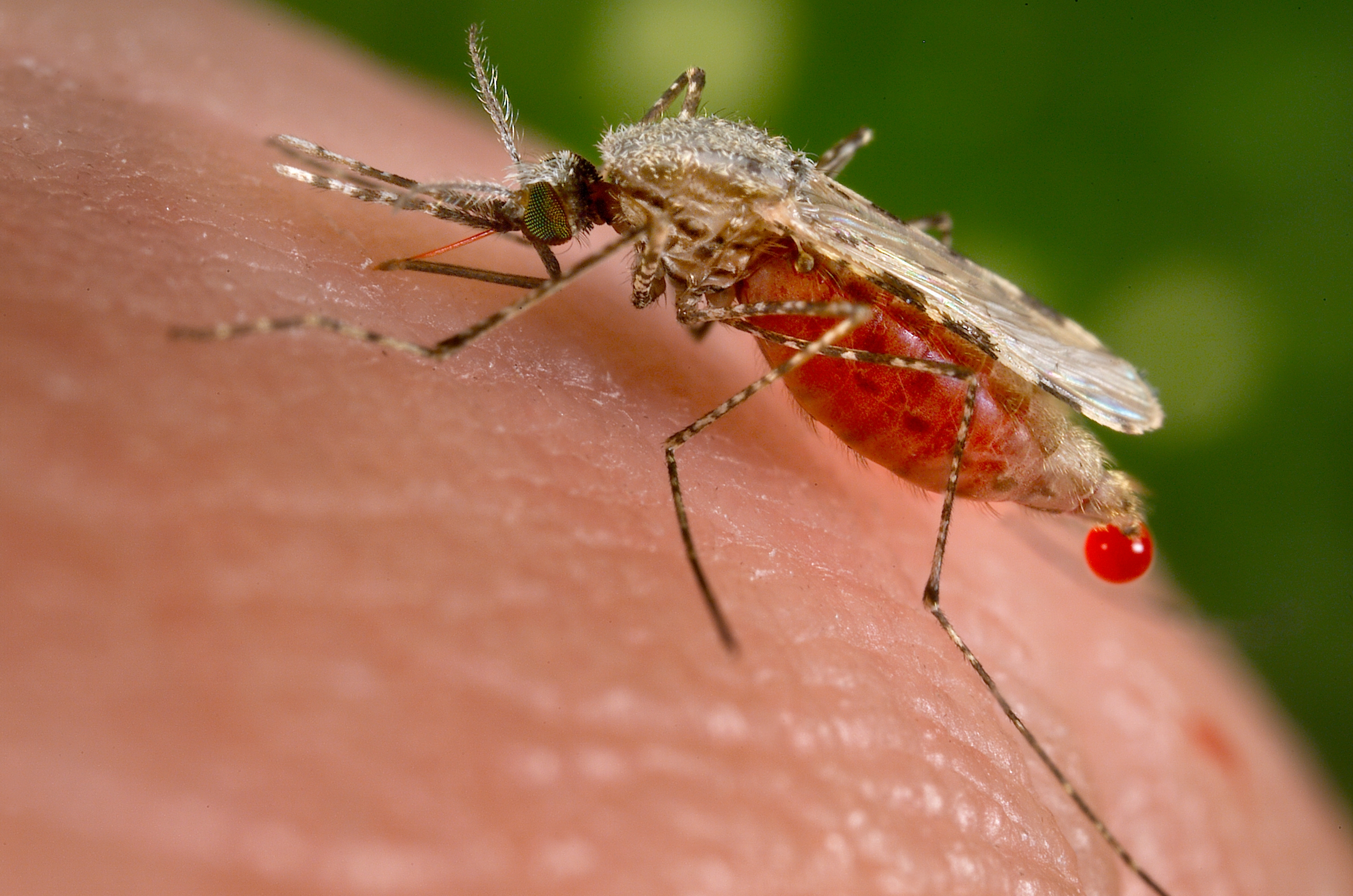
圖中的斯氏按蚊是傳播瘧疾的媒介。蚊蟲尾部的血滴是吸血過多後外溢的部分。進行蚊蟲防治可控制瘧疾的散佈。

#### 蚊媒疾病
對氣候敏感的蚊媒疾病包括瘧疾、象皮病、[裂谷熱]]、黃熱病、登革熱、茲卡病毒和屈公病。科學家們在2022年發現，由於氣溫上升，如登革熱、瘧疾和其他蚊媒疾病的傳播的區域正在擴大，:1062而有可能讓瘧疾回到以前已遭根除的地區。

#### 蜱蟲介導的疾病
由於氣溫升高，蜱蟲正在擴大其地理分佈，會讓新的人口有曝露的風險。蜱蟲會傳播萊姆病和森林腦炎。氣候變化將會增加這類疾病在北半球的發病率。:1094例如一篇針對醫學文獻的審查，發現“升溫2°C後，美國可能會在接下來的幾十年裏增加萊姆病的病例數目，達到20%以上，並導致一年一度的萊姆病季節更早發生和為期更長。:1094

### 水媒傳染病
有一系列水媒傳染病和寄生蟲會在未來造成更大的健康風險，但會因地區而異。例如在非洲，隱孢子蟲屬和蘭氏賈第鞭毛蟲（兩種原生動物寄生蟲）會增加，均由於氣溫升高和乾旱所造成。:1095:1107
科學家預計由弧菌屬（特別是霍亂弧菌）引起的疾病暴發，在發生率和強度方面都會增加。:1107一個原因是具有適合弧菌存在條件的海岸線區域，因氣候變化引起的海面溫度上升和海面鹽度變化而增加。:12這些病原體會引起胃腸炎、霍亂、傷口感染和敗血症。據觀察在2011-21年期間，“波羅的海適合弧菌屬傳播的海岸線面積已增加35%，大西洋東北部已增加25%，太平洋西北部增加4%。:12此外，由於氣候變化導致的高溫天數、強降雨事件和洪水的發生次數增加，會升高霍亂發生的風險。:1045

## 氣候變化帶來的其他健康風險

### 海洋和湖泊中有害藻類大量繁殖

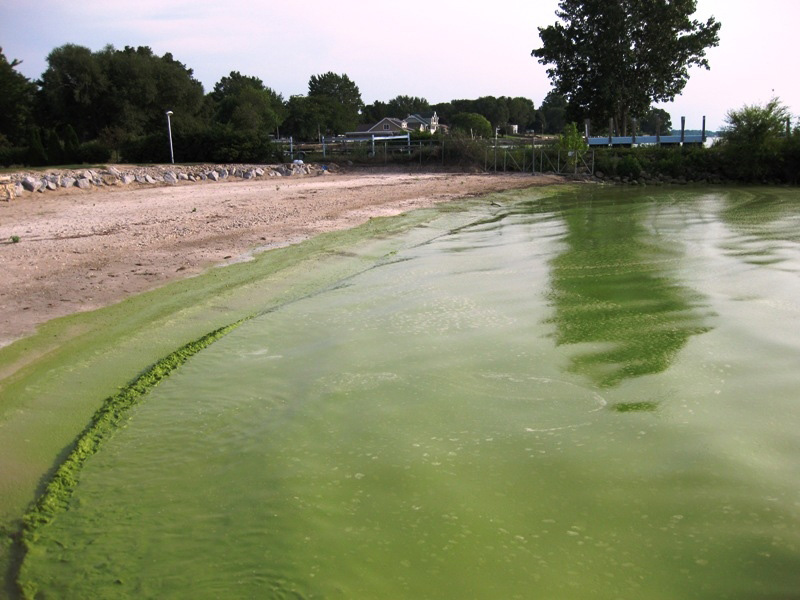
北美洲五大湖之一的伊利湖於2009年發生的藍菌門藻華。這類藻華對人類、動物，甚至是生態系統皆有害。

海洋和湖泊因變暖，導致有害藻類大量繁殖。地表水在乾旱期間更易受到有害藻華和微生物增殖的影響。藻華會增加水的濁度，導致水生植物窒息，會耗盡氧氣，導致魚類死亡。某些種類的藍藻會產生神經毒素、肝毒素、細胞毒性或內毒素，這些毒素會導致嚴重，甚至是致命的人類神經系統、肝臟和消化系統疾病。藍藻在較溫暖的溫度下（尤其是25°C以上）生長得最好，因此世界上因氣候變化而普遍變暖的地區會經歷更頻繁、時間更長的藻華問題。
有種擬菱形藻屬會產生多莫酸，會導致失憶性貝類中毒（包含失憶症、腦損傷，甚至是死亡]]）。該物種的毒性已被證明會隨海洋酸化相關的二氧化碳濃度增加而增加。有害藻華產生的一些更常見的疾病包括：雪卡毒魚類中毒、麻痺性貝毒、氮雜螺酸貝類中毒、腹瀉性貝類中毒、神經性貝類中毒和上述的失憶性貝類中毒。

### 臭氧污染

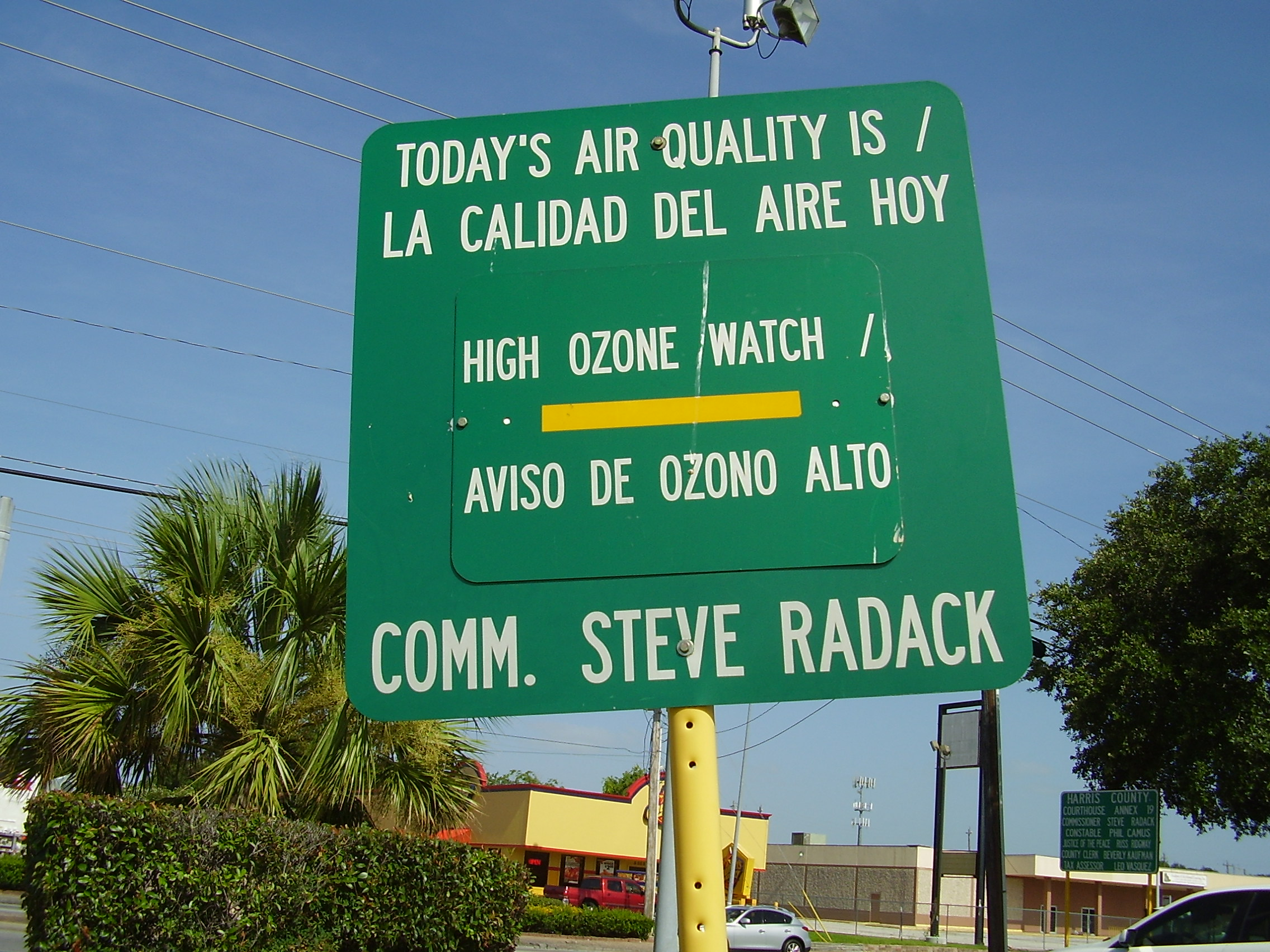
位於美國德克薩斯州休斯頓西南部的城鎮 - 古夫頓的注意高濃度臭氧警示牌。

地表臭氧（即對流層臭氧）與環境溫度之間的關係很複雜。其中氣溫和水含量的變化會影響空氣的化學性質，以及產生和消除臭氧的化學反應速率。許多化學反應速率會隨溫度升高而增加，導致臭氧產數量增加。在氣候變化的預測中顯示氣溫升高和大氣中的水蒸氣會增加美國東部等受污染地區的地表臭氧。 
另一方面，如果通過政策和行動繼續減少人為臭氧前體（例如氮氧化物）排放，臭氧濃度會在氣候變暖的情況下降低。因此未來地表臭氧濃度取決於所採取的氣候變化緩解措施（導致的甲烷排放量）以及所採取的空氣污染控制措施。:884
在美國發生熱浪期間，會經常出現地表臭氧濃度升高。在美國東部的大部分地區，熱浪期間的臭氧濃度比夏季平均水平至少高出20%。廣義而言，空氣污染程度高的城市，其地表臭氧水平較高。:876城市地區的臭氧污染會影響當地稠密的人口，而當地稠密的車輛會導致情況惡化，因為車輛會排放二氧化氮及揮發性有機化合物，此兩項是增高臭氧濃度的元兇。
有大量證據顯示地表臭氧會損害肺功能，以及刺激呼吸系統。暴露於臭氧（以及產生臭氧的污染物）與過早死亡、哮喘、支氣管炎、心臟病發作和其他心肺有關的問題有關聯。 高濃度臭氧會刺激肺部，影響呼吸功能，尤其是對於哮喘患者。呼吸受臭氧污染的空氣，發生風險最大的人群是那些有呼吸系統問題的人、兒童、老年人和通常長時間呆在戶外的人（例如建築工人）。

### 二氧化碳水平與人類認知能力
較高水平的室內和室外二氧化碳水平會損害人類的認知能力。

### 花粉過敏

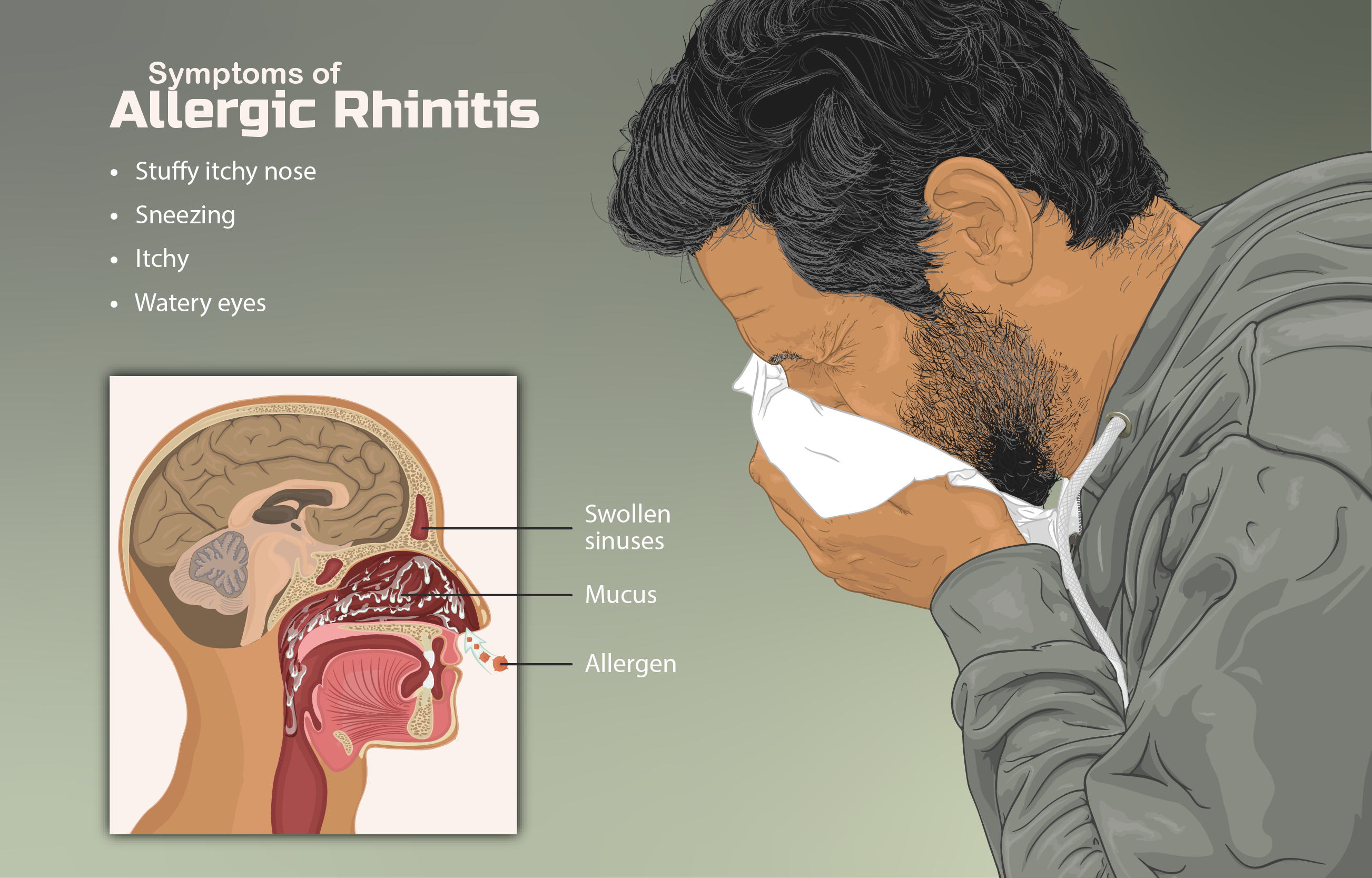
圖像，描繪個人罹患過敏性鼻炎的症狀（通常由花粉過敏所引起）。

氣候變暖會導致世界某些地區的花粉季節長度和空氣中花粉濃度增加。例如，在北半球中緯度地區，春季花粉季節會提前開始。:1049而對花粉過敏（花粉症（過敏性鼻竇炎））的人造成影響。大氣中二氧化碳濃度上升，而由此產生的二氧化碳肥料效應也會造成花粉增加。:1096

### 暴力與衝突
氣候變化會增加暴力衝突的風險，而導致受傷和死亡。過熱會讓人變得易怒，升高暴力傾向，導致衝突發生。氣候變化會對本已易發衝突地區，加劇其資源稀缺或人口遷移問題，而對健康產生後續影響。
然而觀察到的氣候變化對衝突風險的影響，會較文化、社會經濟和政治原因的為小。有證據顯示國家內部從農村到城市的移民加劇暴力多發地區的衝突風險。但沒有證據顯示國家之間的移民會增加暴力風險。:1008,1128

### 其他事故
研究人員發現冬季氣溫升高與在大型湖泊的溺水事故之間存在很強的相關性（因為水面冰層變得越來越薄和脆弱，容易發生意外溺水）。
關於氣候變化對蛇咬傷的流行病學影響，現有證據仍屬有限，但預計此種風險會在地理上發生轉移：在北美洲往北，在南美洲和莫三比克往南，還有斯里蘭卡的蛇咬傷發生率會增加。

## 食物和水不安全帶來的健康風險
氣候變化經“多重且相互關聯的途徑”影響到糧食安全的許多方面。:1619其中許多與氣候變化對農業的影響有關，例如更多的極端天氣事件導致作物歉收，這問題在許多地區發生糧食不安全危機中居於首要地位。糧食不安全表示會有更多的營養不良及其相關的健康問題。全球的糧食不安全狀況正在加劇（一些根本原因與氣候變化有關，而另一些則無關），全球在2020年約有7.20-8.11億人遭受飢餓之害。:1629
全球因氣候變化而引起的糧食供應變化，最終導致的死亡人數難以估計。聯合國政府間氣候變化專門委員會（IPCC）於2022年發表的IPCC第六次評估報告，其中關於糧食安全的章節中沒提起相關數字。於2016年所做的一項電腦模擬研究發現，“全球到2050年，與氣候變化相關的成人死亡人數與沒有氣候變化的參考情景相比，會淨增加529,000 人。”

### 農作物營養成分下降
本節摘自氣候變化對農業的影響#Reduced nutritional value of crops。
大氣中二氧化碳的變化會降低某些作物中的營養品質，例如小麥的蛋白質和某些礦物質含量會降低。:439尤其是對C3類二氧化碳固定植物（例如小麥、燕麥、水稻）的營養品質風險更大：預計蛋白質和礦物質（例如鋅和鐵）含量會降低，:1379可能降低的幅度在3%至17%。這是針對2050年的預期大氣二氧化碳水平下種植糧食的結果。研究報告撰寫者採用聯合國糧食及農業組織和其他公共來源的數據，對225種不同的主食，例如小麥、大米、玉米、蔬菜、根莖和水果，經分析後而得到的數字。

### 海洋食物
一項在2021年關於海洋食物安全的新聞標題寫道：“在2018-2020年期間，與2003-2005年期間相比，有近70%的國家領海的平均海面溫度將有所上升，這反映出氣候變化對海洋食物生產力以及海洋食物安全的威脅越來越大。”:14

### 水不安全

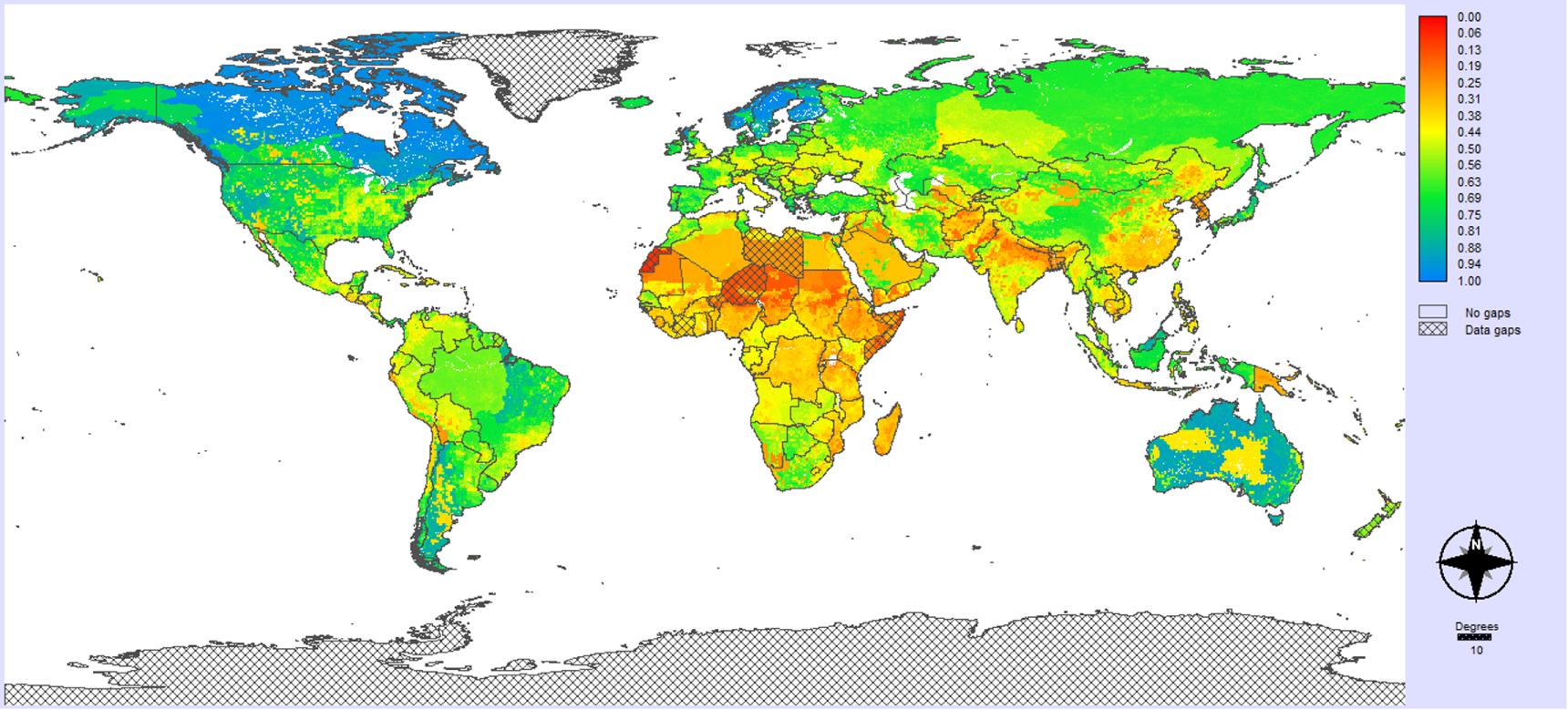
世界綜合水安全指數（根據水的可用性、可取得性、安全及品質，以及水管理指數的綜合結果）指數"0到1"，指數越高表示水安全程度越高。

能夠獲得WASH的服務（即清潔用水、污水處理以及衛生做法）對於健康生活和福祉非常重要。
本節摘自氣候變化的影響#Water security
水資源會以多種方式受到氣候變化的影響。可用淡水總量可能會發生變化，例如由於乾燥期或是乾旱所造成。暴雨和洪水會對水質產生影響：地表徑流增加會把污染物攜帶進入水體中。在沿海地區，由於更高的海平面和更強烈的風暴，有更多的鹽會回溯進入水源。較高的溫度也會直接降低水質：溫水含有較少的氧氣。水循環發生變化，會威脅現有和未來的水基礎設施。由於未來水循環變率存有很大的不確定性，導致規划水利基礎設施投資會變得更加困難。

## 潛在健康益處

### 緩解帶來的共同健康效益
氣候變化緩解措施產生的健康效益（也稱為“共同效益”）相當顯著：不僅可減輕對未來健康的影響，且可直接改善健康。減緩氣候變化與各種共同效益（例如減少空氣污染和其相關的健康利益）相互關聯，而在執行方式（例如透過不同的決策）也可以決定其對生活水平的影響（牽涉是否有不平等及貧困，以及減緩的方式）。
有許多與氣候行動相關的健康共同效益，包括更清潔的空氣、更健康的飲食（例如少攝取紅肉）、更積極的生活方式以及更多接觸綠色城市空間。:26接觸城市綠色空間對精神健康有益。:18
與目前的氣候變化情景（關於溫室氣體排放和減緩的措施）相比，到2040年，在9個國家中，“可持續情景”能每年減118萬與空氣污染相關的死亡、586萬與飲食相關的死亡和115萬因缺乏身體活動的死亡。其益處歸因於減少直接溫室氣體排放和減少接觸有害污染物的相應行動，以及改善飲食和身體活動。燃燒化石燃料而產生的空氣污染既是全球變暖的主要驅動因素，也是每年造成大量死亡案例的原因，估計全球於2018年的超額死亡人數有870萬人。
將健康作為國家自定貢獻的一個重點，可提供機會來提高企圖心，以實現健康共同效益。

### 全球變暖對健康的潛在好處
據預測，氣候變化將為溫帶地區帶來一些好處，例如因寒冷暴露而導致的死亡人數會減少，以及一些混合效應，例如非洲瘧疾傳播範圍和傳播受到影響而發生變化。:48但這種變化帶來的好處遠不及對健康產生的負面影響，尤其是對開發中國家而言。

## 全球估計

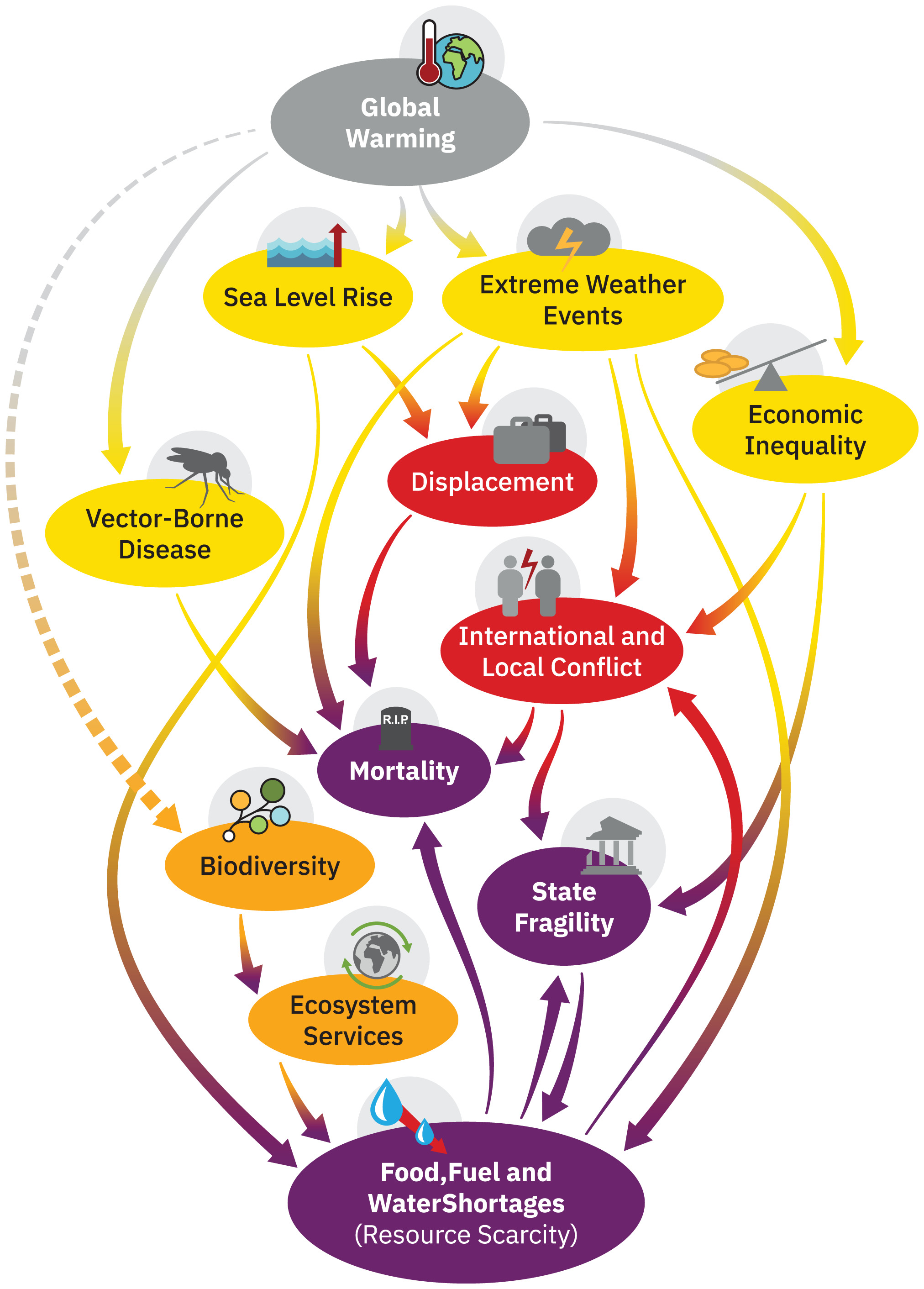
簡式級聯樣式圖表，展現同一健康概念中對氣候變化所導致終極惡果的描述。

估計全球因氣候變化影響而造成的估算死亡率，或是失能調整生命年（DALY）會非常困難。世界衛生組織在2014年從事的一項研究試圖達到此目的，把氣候變化對人類健康的影響做估計，但並未將所有因素包括在內。例如更頻繁和極端風暴的影響被排除在外。但確實估算過老年人因熱暴露、腹瀉、瘧疾、登革熱、海岸淹水和兒童營養不良等原因所導致的死亡人數。報告撰寫者估計在2030年至2050年期間，預計氣候變化將每年造成額外250,000人死亡，但也表示“這些數字並非對氣候變化在健康總體影響的預測，因為我們無法把幾個重要的因果關係途徑進行量化。
估計全球在2004年，有3%的腹瀉、3%的瘧疾和3.8%的登革熱死亡是由氣候變化所引起。在2004年全因死亡率中約佔0.2%，其中的85%是兒童。此研究把更頻繁和極端風暴的影響排除在外。
預計氣候變化對健康的影響將隨著不同氣候變化情景中的持續全球變暖而上升。

## 社會與文化

### 氣候正義與氣候移民
與氣候變化相關的健康問題幾乎多數由弱勢群體（例如沿海居民、原住民及經濟弱勢社區）來擔負。結果是社會人口群體中的弱勢者要面臨不平等的風險。通常這些人對人為的全球變暖有不成比例的低度貢獻，而引起對所謂氣候正義的擔憂。
氣候變化對移民活動有多種影響，而會導致移民人數減少或是增加。:1079遷徙活動會影響到健康和福祉，尤其是精神健康。氣候變化背景下的遷移可分為四種類型：適應性遷移（另見氣候變化調適）、非自願遷移、有組織的人口遷移和不遷移（即人們不能或是不願遷移，即使是受到建議之後)。:1079

### 傳達氣候變化訊息
研究發現在把氣候變化問題傳達給公眾時，如果將其描述為與健康有關，而非侷限為環境問題，會提高其參與做減緩以及調適的機會。在將報導置於健康相關的篇幅內，與置於強調環境厄運的篇幅內做比較時，情況更是如此，這種結果至少在2017年之前的大眾傳媒中很常見。
宣傳應對氣候變化可產生健康的協同效益，會有助於支持溫室氣體減排戰略。保障健康 - 尤其是最弱勢群體的 - 是地方氣候變化適應目標中的首要之務。 

### 政策響應
由於氣候變化會對人類健康產生重大影響，已成為公共衛生政策的主要關注點。美國國家環境保護局（EPA）早在1989年針對全球變暖與人類健康發布一份長達100頁的報告。到21世紀初，氣候變化開始成為需全球共同解決的公共衛生問題，例如在2006年，聯合國第7任秘書長科菲·安南在肯亞奈洛比即已提出。 從2018年以來，發生如2018年熱浪、格蕾塔·童貝里效應和2018年10月IPCC全球升溫1.5ºC特別報告等因素，進一步增加應對這種變化對健康影響的緊迫性。
世界銀行建議，應在兩個領域進行投資來提高具氣候敏感度的醫療系統韌性：
- 強化醫療系統以提高韌性，並建立能力（英语：capacity building）以應對氣候變化造成的各種環境和健康的影響（例如早期預警系統、災害管理系統）；和
- 對不斷變化的疾病負擔（例如針對特定疾病、特定營養）制定應對計畫。

## 外部連結
- Public health and climate change (Lancet) （页面存档备份，存于）
- Climate change and health (World Health Organization （页面存档备份，存于）